# Amulette ombilicale

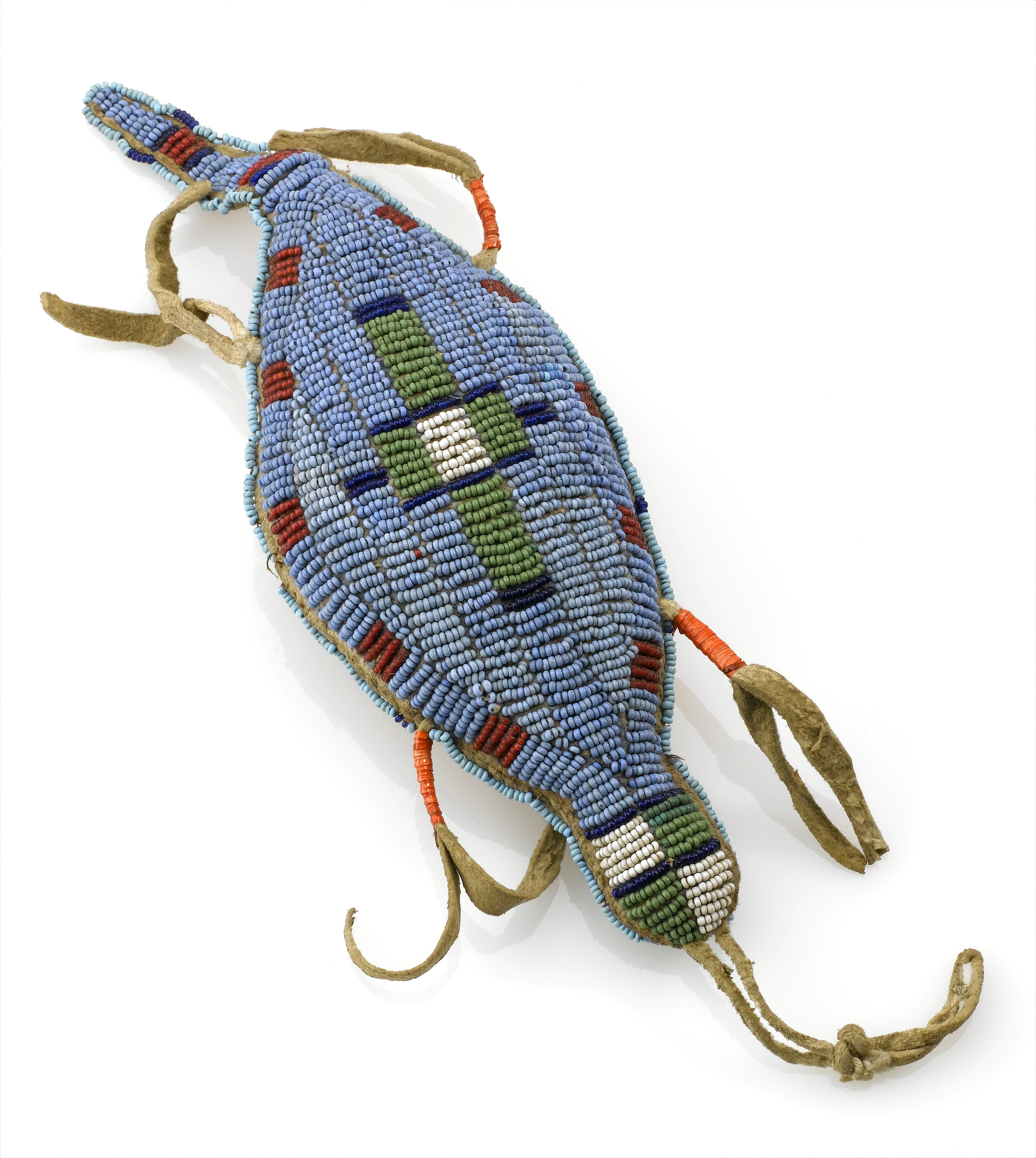
Amulette en forme de tortue.

Une amulette ombilicale, ou encore amulette de naissance, est un sac contenant le cordon ombilical séché d’un nouveau-né dans la culture amérindienne. La croyance était que ce sac avait un pouvoir protecteur pour le nouveau-né et était attaché au berceau, ou porté par la mère. Il était présent dans de nombreuses cultures des Indiens des Plaines.

## Symbolique
Les sacs avaient une représentation animale associé au sexe de l’enfant :
- Tortue pour les filles
- Lézard pour les garçons

À l’âge adulte, l'amulette était portée au cou ou attachée aux vêtements. 